# Kingvale (Kalifornija)
Kingvale je naseljeno područje za statističke svrhe u američkoj saveznoj državi Kalifornija. Prema popisu stanovništva iz 2010. u njemu je živjelo 143 stanovnika.